# Leonhard von Keutschach
Leonhard von Keutschach, né vers 1442 et mort le 8 juin 1519 à Salzbourg, est prince-archevêque de Salzbourg de 1495 jusqu'à sa mort, le dernier à régner selon le style féodal.

## Biographie
Il est probablement né à Viktring en Carinthie, fils d'Otto von Keutschach, juge à la cour seigneuriale (Hofrichter), et de Gertrud von Möderndorf. La famille Keutschach est originaire de la rive nord du lac Keutschach. Leurs armoiries sont un navet blanc sur fond noir.
Leonhard von Keutschach commence comme chanoine de l'ordre des Augustins et prévôt de l'abbaye d'Eberndorf. En 1490, il est promu prévôt du chapitre de Salzbourg et élu prince-archevêque en 1495. En 1498, il expulse de nouveau les Juifs de Salzbourg, revenus dans la région après leur bannissement en 1404, et fait détruire leurs synagogues de Salzbourg et de Hallein.
La ville de Salzbourg est politiquement instable, après qu'en 1481 l'empereur Frédéric III de Habsbourg a accordé à ses citoyens le privilège d'élire leur propre conseil et leur maire, ce qui est la cause d'une longue lutte avec les archevêques au pouvoir. En 1511, von Keutschach met fin aux troubles : il invite le maire et les conseillers à un dîner de gala, les fait emprisonner et les force à renoncer à leurs droits. Il consolide sa position par le népotisme, nommant des proches à des postes clés ; il doit cependant accepter Matthäus Lang von Wellenburg, ancien secrétaire de l'empereur Maximilien Ier de Habsbourg, comme évêque coadjuteur. Leonhard von Keutschach meurt à Salzbourg, passant ses dernières années à lutter sans succès contre son coadjuteur, qui lui succédera en 1519.

## Réalisation
Leonhard von Keutschach fut un dirigeant efficace. Il réforma les finances de l'archevêché, remboursa les anciennes dettes et développa l'économie en affermant, en augmentant la production de sel, les mines d'argent et d'or et en favorisant le commerce. Ses efforts firent de Salzbourg l'un des États les plus riches du Saint-Empire romain germanique, inaugurant une longue tradition culturelle locale riche en musique et en art. Il utilisa également sa fortune pour racheter des terres vendues par ses prédécesseurs afin de couvrir leurs dettes et pour soutenir financièrement l'empereur Maximilien Ier, ce qui lui apporta de nouveaux avantages économiques et politiques. Il renforça les défenses de la ville, notamment en fortifiant le château de Hohensalzburg et un grand nombre de châteaux à Salzbourg et en Carinthie. Il ordonna la construction de barrages fluviaux autour de Hallein pour protéger la ville des crues printanières, et fit également reconstruire la route du col de Radstädter Tauern et plusieurs nouvelles routes de grande distance pour promouvoir le commerce. Il couronna ses réalisations économiques par une réforme monétaire (Rübentaler), qui servit de base au système monétaire moderne de Salzbourg.
Un décret promulgué par Leonhard von Keutschach en 1504 fut l'une des premières mesures prises en Europe pour protéger officiellement les espèces animales menacées, notamment l'ibis chauve, qui disparut néanmoins en Europe centrale.